# Воскресенка (Исилькульский район)
Воскресенка — упразднённая в 2008 году деревня в Исилькульском районе Омской области. Входила в состав Первотаровского казачьего сельского поселения.

## География
Располагалась в 3 км к югу от деревни Новолосево.

## История
Основана в 1923 г. В 1928 году хутор Участок № 10 состоял из 20 хозяйств. В административном отношении входил в состав Лосевского сельсовета Исилькульского района Омского округа Сибирского края.
Исключена из учётных данных в 2008 году.

## Население
По переписи 1926 г. на хуторе проживало 53 человека (21 мужчина и 32 женщины), основное население — русские.
Согласно результатам переписи 2002 года в деревне отсутствовало постоянное население.